# George Robinson
George Frederick Samuel Robinson, 1. markiz Ripon KG, GCSI, CIE (ur. 24 października 1827 w Londynie, zm. 9 lipca 1909) – brytyjski polityk i administrator kolonialny związany ze stronnictwiem Wigów, a potem Partią Liberalną. Pełnił szereg wysokich stanowisk państwowych, m.in. ministra wojny, ministra kolonii oraz wicekróla Indii.

## Życiorys
Urodził się w siedzibie brytyjskich premierów przy Downing Street jako syn ówczesnego szefa rządu, lorda Godericha, i lady Sarah Hobart, córki 4. hrabiego Buckinghamshire. W 1852 r. został wybrany do Izby Gmin jako reprezentant okręgu Kingston upon Hull. Od 1853 r. reprezentował okręg wyborczy Huddersfield. Sześć lat później odziedziczył po ojcu tytuł 2. hrabiego Ripon i zarazem miejsce w Izbie Lordów. Jeszcze w tym samym roku przyjął odziedziczony po kuzynie, sytuujący się wyżej w drabinie precedencji, tytuł 3. hrabiego de Grey.
W 1861 r. został podsekretarzem stanu w Ministerstwie Wojny. W 1863 r. stanął na czele tego resortu. Zarazem został członkiem Tajnej Rady. Trzy lata później stanął na krótko na czele resortu Indii. W 1868 r. otrzymał stanowisko Lorda Przewodniczącego Rady, w praktyce jednak wypełniał obowiązki głównego negocjatora w toku rokowań ze Stanami Zjednoczonymi, które doprowadziły do podpisania w 1871 r. traktatu waszyngtońskiego, kompleksowo regulującego punkty sporne w stosunkach obu państw. Za zasługi z okresu negocjacji otrzymał najpierw Order Podwiązki, a następnie tytuł markiza Ripon.
W 1874 r. dokonał konwersji z anglikanizmu na katolicyzm. W 1880 r. wyjechał do Indii, aby zostać ich wicekrólem, czyli zwierzchnikiem całej administracji kolonialnej na subkontynencie. Jego najgłośniejszą inicjatywą był projekt ustawy, który m.in. pozwalał hinduskim sędziom orzekać w sprawach, gdzie podsądnymi byli Europejczycy. Nie został on jednak przyjęty przez brytyjski parlament. Kadencja lorda Ripona w Indiach dobiegła końca w 1884 r.
Po powrocie do kraju był krótko pierwszym lordem Admiralicji, a następnie w latach 1892–1895 ministrem kolonii. Po powrocie swojej partii do władzy w 1905 r. został Lordem Tajnej Pieczęci i zarazem przewodniczącym Izby Lordów. Był wówczas także kanclerzem uniwersytetu w Leeds. W 1908 r. zrezygnował ze wszystkich stanowisk politycznych i w wieku 81 lat przeszedł na emeryturę. Zmarł rok później.
8 kwietnia 1851 r. poślubił Henriettę Vyner (17 kwietnia 1833 - 28 lutego 1907), córkę Henry’ego Vynera i lady Mary Robinson, córki 2. hrabiego de Grey. George i Henrietta mieli razem dwoje dzieci:
- nieznana z imienia córka
- Frederick Oliver Robinson (29 stycznia 1852 - 22 września 1923), 2. markiz Ripon

Pamięć o lordzie Riponie jest wciąż żywa w Indiach, zwłaszcza w stanie Karnataka. Jedno z tamtejszych miasteczek nosi po nim nazwę Riponpet. Z kolei ratusz w stolicy stanu, Madrasie, nazywa się oficjalnie Budynkiem Ripona.